# Itimbiri (rivière)
L’Itimbiri est une rivière affluente du fleuve Congo, dans la république démocratique du Congo. 

## Géographie
La rivière traverse les localités de Buta, d'Aketi, et a son embouchure sur le fleuve à près de 40 km de Bumba en république démocratique du Congo.
Les affluents de la rivière Itimbiri sont (depuis la source) :
- Loeka, 109 km
- Rubi
- Lemoi
- Balima
- Maze
- Likati
- Tele
- Tinda
- Aketi
- Elongo
- Yoko
- Tshimbi
- Lese